# Mike Vallely

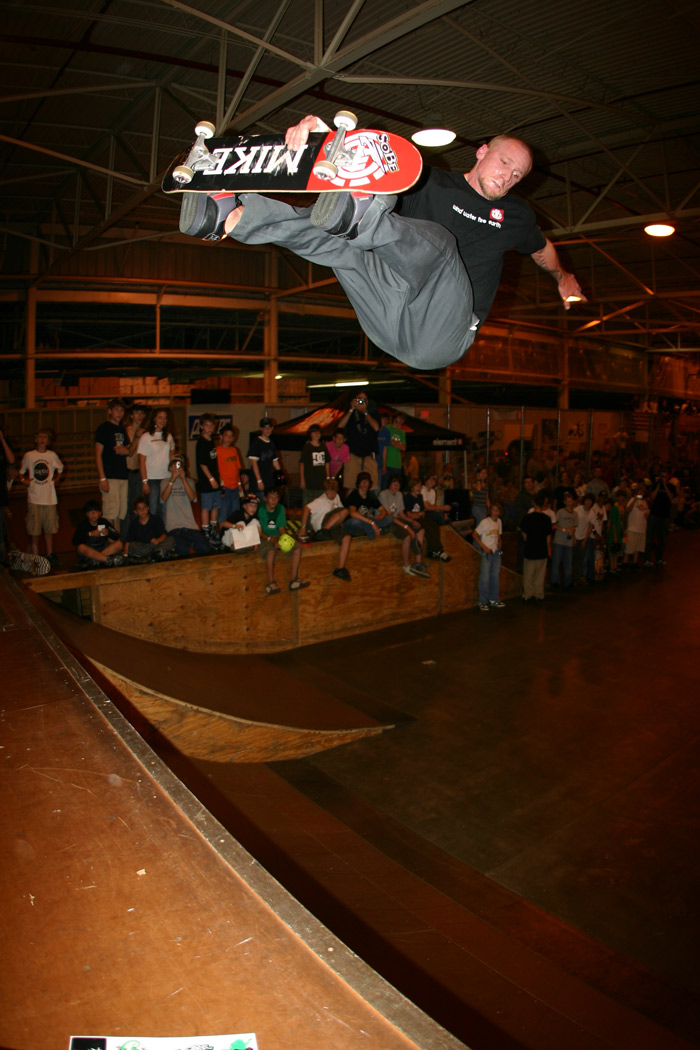
Mike V bei einer Skate-Demo im Doc*36 Skatepark in Jackson, Mississippi

Mike Vallely (* 29. Juni 1970 in Edison, New Jersey), auch bekannt als Mike V, ist ein US-amerikanischer Musiker und professioneller Skateboarder. Seit 2014 ist er Leadsänger der Punkrock-Band Black Flag.

## Laufbahn

### Skateboarding
1984 fing Vallely mit 14 Jahren das Skateboarden an und 1987 wurde er professionell, seine Karriere begann im Jahr 1986 und ist eine der am längsten andauernden in der Geschichte des Skateboardings. Er wurde als Kritiker der zunehmenden Kommerzialisierung der Skateboard-Industrie bekannt.
Bei einem Vert-Ramp-Contest am Mount Trashmore in Virginia Beach wurde er 1986 von Neil Blender und Lance Mountain entdeckt. Vallely wurde eingeladen, dem Team von Powell-Peralta, der Bones Brigade, beizutreten, und wurde für das Cover der August 1986 Ausgabe von Thrasher fotografiert. Sein neuer Sponsor flog ihn nach Oceanside dem Street Attack Contest, bei dem er die Amateur-Kategorie gewann und in Powell-Peraltas ikonischem Video The Search For Animal Chin sowie in dem Skate-Kultfilm Gleaming Heart – Rebellen auf Skateboards auftrat. 1988 brachte Powell-Peralta Vallelys erstes Profi-Deck heraus, das zunächst mit einem Käfer und dann mit einem Elefanten als Grafik versehen war.
1989 sorgte er für einiges Aufsehen, als er das damals größte und erfolgreichste Skateboard Unternehmen Powell-Peralta verließ, um für World Industries zu skaten. Häufige Wechsel der Sponsoren zogen sich durch seine gesamte Karriere. Noch im selben Jahr brachte er eines der ersten modernen Double-Kick-Decks heraus, das den Weg zu den heute modernen Skateboards ebnete. 1998 erschien sein Profi-Schuh von Etnies.
Im Jahr 2001 produzierte Vallely einen Film und eine Fernsehserie über den Gemeinschaftsaspekt des Skateboardens namens Drive und trat als Figur im Videospiel Tony Hawk’s Pro Skater 4 auf. 2010 gründete Vallely sein eigenes Skateboardunternehmen „By The Sword Skateboards“, welches kurzlebig war. Mit seinem „Barnyard Board“ von World Industries war er maßgeblich an der Weiterentwicklung der Skateboard-Shapes (deu: Form, Gestalt) zu den heute gängigen Popsicle Shapes beteiligt.
Nach einem weiteren Jahr bei Powell Peralta (er skatete insgesamt dreimal für Powell: 1986–1989, 1993–1997, 2010–2011) gründete er 2011 Elephant Brand Skateboards, welches er bis heute führt und für das er Team-Rider wie Kris Markovich, Neal Hendrix und Jason Adams gewinnen konnte. Das Unternehmen zeichnet sich dadurch aus, neben den weit verbreiteten Popsicle Boards auch Boards in verschiedensten Formen und Breiten anzubieten.
Heute ist er Eigentümer und Betreiber der Firma „Street Plant Skateboards“, die er 2015 mit seiner Frau Ann Vallely und den Töchtern Emily und Lucy gegründet hat. 2021 wurde er in die „Skateboarding Hall of Fame“ aufgenommen.
Zu seinem Markenzeichen wurden Boneless und Fastplants, da kein anderer Skater vor Vallely eine so große Anzahl an verschiedenen Tricks dieser Art konnte. Er ist außerdem einer der wenigen Profi-Skateboarder, die dem Old-School-Style immer noch treu sind und dessen Tricks ebenso performt wie normale Flip-Tricks.

### Musik
Vallely sang in mehreren Punkrock-Bands (unter anderem: Mike V & the Rats; Revolution Mother) und feierte dort teils große Erfolge. Im Januar 2013 übernahm er den Posten des Tourmanagers der gerade wiedergegründeten Band Black Flag. Nachdem Sänger Ron Reyes aufgrund seiner Differenzen, vor allem mit Gitarrist Greg Ginn, aber auch mit Mike V, bereits im November 2013 die Band wieder verließ, gab Vallely im Januar 2014 offiziell bekannt, dass er der neue Sänger von Black Flag sei.

### Privatleben
Vallely wohnt mit seiner Frau Ann und seinen zwei Töchtern in Des Moines (Iowa).
Er war früher für kurze Zeit Wrestler und hätte die Chance gehabt, in die amerikanische Profi-Wrestling-Liga aufzusteigen.

## Sponsoren
- Cariuma[6]
- Street Plant Skateboards
- Socco
- By The Sword Skateboards
- Element
- Powell-Peralta
- World Industries
- Elephant Brand
- Etnies
- Triple Eight
- The New Deal